# Encyclopaedia Judaica
Encyclopaedia Judaica z roku 2007 je 26 svazková encyklopedie židovských dějin, kultury a náboženství v angličtině. Anglická verze je komerčně distribuovaná i na CD-ROM.

## Předchozí vydání
Předchozí vydání encyklopedie z let 1971–1972 mělo šest svazků. Vydalo jej jeruzalémské vydavatelství Keter spolu s newyorským Macmillan. V letech 1972–1994 vyšlo postupně deset ročenek s doplňky. Dohromady obsahuje asi 25 000 článků, které jsou výsledkem třicetileté práce 2200 přispěvatelů a 250 redaktorů. Šéfredaktorem byl Cecil Roth a po něm Geoffrey Wigoder.
Projekt navazoval na nedokončenou německou Encyclopaedia Judaica, kterou v letech 1928–1934 vydával v Berlíně Nachum Goldmann ve svém vydavatelství Eshkol Publishing Society. Šéfredaktoři byli Jakob Klatzkin a Ismar Elbogen. Po vydání deseti svazků (aach – Lyra) bylo vydávání encyklopedie kvůli nepřízni nacistického režimu zastaveno. Pod názvem Eškol vyšly i dva svazky encyklopedie (A – Antipas) v hebrejštině.
Zkrácená verze Encyclopaedia Judaica v ruštině, která vznikla počátkem 70. let, se postupně vyvinula v samostatný projekt, který měl koncem roku 2005 11 svazků a 3 svazky doplňků.